# NGC 2842
NGC 2842 é uma galáxia espiral barrada (SB0-a) localizada na direcção da constelação de Carina. Possui uma declinação de -63° 04' 10" e uma ascensão recta de 9 horas, 15 minutos e 36,4 segundos.
A galáxia NGC 2842 foi descoberta em 8 de Março de 1836 por John Herschel.